# Milton Schwantes
Milton Schwantes (Passo Fundo, 26 de abril de 1946 — São Paulo, 1 de março de 2012) foi um teólogo, biblista, professor e pastor luterano brasileiro.

## Biografia
Quarto filho dos agricultores Delfino Schwantes e Eugênia Graeff, de ascendência polonesa-alemã. Tal como seus irmãos, estudou no Instituto Pré-Teológico (IPT) da Igreja Evangélica de Confissão Luterana no Brasil (IECLB) em São Leopoldo, onde se destacou como aluno e líder estudantil.
Formou-se em Teologia pela Escola Superior de Teologia em 1970 e obteve seu doutorado em Bíblia na Universidade de Heidelberg (Ruprecht-Karls) em 1974, sob orientação do Dr. Hans Walter Wolff, com bolsa da Igreja Evangélica na Alemanha e do Fundo de Educação Teológica do Conselho Mundial de Igrejas. Sua tese O direito dos pobres estudou os conceitos utilizados para caracterizar os pobres na Lei e nos Profetas. Ao voltar da Alemanha, ainda em 1974, começou a pastorear a IECLB em Cunha Porã, Santa Catarina, e em 1978 foi convidado a se tornar professor da Escola Superior de Teologia em São Leopoldo. A partir de 1988, foi professor na Universidade Metodista de São Paulo.
Um dos líderes da Teologia da libertação, Dr. Milton Schwantes foi um dos principais nomes do método de leitura popular da Bíblia na América Latina e autor de diversos livros, alguns traduzidos em espanhol, alemão e inglês. Coordenou o projeto Bibliografia Bíblia Latino-Americana e foi editor da Revista de Interpretação Bíblica Latino-Americana (Ribla).
Recebeu dois Doutorados Honoris Causa: em 2002 da Universidade de Marburgo e em 2008 do Instituto Teológico São Paulo (ITESP). Foi casado duas vezes e a partir de 2002 passou a sofrer com problemas de saúde. Faleceu após dois meses de internação e foi sepultado no Cemitério da Paz.

## Obras
Algumas das obras mais recentes e republicações antigas:
- O direito dos pobres [tese doutoral em português];
- A terra não pode suportar suas palavras – Reflexão e estudo sobre Amós;[6]
- As monarquias no Antigo Israel;[7]
- Breve história de Israel;[8]
- Da vocação à provocação – Estudos e interpretações em Isaías 6-9 no contexto literário de Isaías 1-12;[9]
- Deus vê, Deus ouve! Gênesis 12-25. São Leopoldo: Oikos;[10]
- Figuras e coisas – Meditações e ensaios para viver;
- História de Israel – vol. 1: local e origens;[11]
- Projetos de esperança – Meditações sobre Gênesis 1-11;[12]
- Salmos da vida: A caminho da justiça - Salmos 120-134;
- Sentenças e Provérbios;[13]
- Sofrimento e esperança no exílio.[14]